# 1694 az irodalomban
Az 1694. év az irodalomban.

## Születések
- november 21. – Voltaire (eredeti nevén François-Marie Arouet) francia filozófus, költő, író, a felvilágosodás talán legtöbb vitát kiváltott, nagy hatású egyénisége († 1778)
- december 22. – Hermann Samuel Reimarus német filozófus, író († 1768)

## Halálozások
- november 28. – Macuo Basó japán haiku-költő (* 1644)